# Попова, Зорница
Зорни́ца Попова (болг. Зорница Попова; 26 ноября 1928, София, Царство Болгария — 2 июня 1994, София, Болгария) — болгарский композитор, музыкант, контрабасистка. Первая женщина-член Союза композиторов Болгарии. За свою карьеру она написала песни практически для всех её современников-певцов в болгарской поп-музыке.

## Биография
Родилась 26 ноября 1928 года в Софии.
В 1954 году окончила Болгарскую консерваторию по специальности «фортепиано». Параллельно с этим обучалась игре на контрабасе и вошла в оркестр Национального музыкального театра «Стефан Македония», в котором работала до 1974 года. С 1985 года стала членом Союза болгарских композиторов. В середине 1960-х годов начала заниматься забавной музыкой. Её первая оркестровая композиция, пьеса «Шега» была исполнена в Комитете телевидения и радио под управлением дирижёра Милчо Левиева в 1964 году. Спустя два года певец Кирил Семов исполнил её первую песню «Въртележка». С тех пор она написала несколько сотен песен, многие из которых стали шлягерами (более 130 были выпущены на альбомах издательства «Балкантон»).
Интересным фактом является то, что 19 певцов дебютировали с её песнями (Мария Нейкова, Мими Иванова, Доника Венкова, Георги Христов, дуэт «Ритон», Веселин Маринов, Кичка Бодурова, Мария Косара). Её песни стали классикой на всех конкурсах «Золотой Орфей» с 1967 года, однако жюри постоянно игнорировало её и она получила свою первую награду лишь в 1988 году с песней, название которой чётко говорит о своей природе — «Отчаяние будет» в исполнении Георги Христова; спустя 4 года она снова выиграла первый приз, с песней «Я и ты без него» и снова в исполнении Георги Христова. 
Среди призовых произведений также были «Каждое начало» (Бисер Киров) — III премия на радиоконкурсе «Весна» (1980); «Сегодня немного странно» (Георги Христов) - II премия в 1987 году и I приз публики за песню «Нечто невероятное» в исполнении Росицы Кириловой и Георги Христова. «Сколько радости там» (Йорданка Христова) — приз «Фестиваль Шлягера» в Дрездене (1979); «Песня старого моряка» — Первая награда (1987) и «Моряцкая любовь» (исполнитель — Георги Христов). Также получила Премию Национального театра Бургаса на конкурсе «Песни для моря, Бургас и его трудящихся» (1985). Песня «Солнце было в моих волосах» (исполнители — Мими Иванова и Развигор Попов) была объявлена «Мелодией года» «в одноимённом телевизионном конкурсе в 1976 году.
В 1985 году она была удостоена премии за Долгую творческую работу от Союза болгарских композиторов. Создала песни по заказу «Радио Берлин» с немецкими текстами Д. Шнайдер и Х. Хофман (исполняли болгарские певцы). Являлась постоянным членом жюри на конкурсе «Песни для моря» в Ростоке (Германия). Почти все её песни были созданы в соавторстве с поэтом Йорданом Янковым. Годом ранее она выиграла ещё одну премию «Золотой Орфей» с песней «Любовь без милости», III награду на фестивале в Каване (Ирландия) за песню «Страх от любви» в исполнении Ивелины Балчевой.

## Смерть и память
Умерла 2 июня 1994 года в Софии в 65-летнем возрасте после болезни. Спустя месяц известные исполнители организовали концерт её памяти «Век близости» (назван в честь одноимённого шлягера Росицы Кириловой и Нели Рангеловой). В 1995 году Ивелина Балчева посвятила ей весь свой альбом «Зорница», Мария Косара — свой дебютный альбом «Лучшее вино» (1995), а Кичка Бодурова — песню «Одна звезда» (1996).
В 2011 году вышло два диска с песнями на музыку Зорницы Поповой и слова Йордана Янкова «20 золотых болгарских хитов - 5» и «20 золотых болгарских хитов - 6».